# Andrea Saltzman
Andrea Saltzman (Buenos Aires, 29 d'agost de 1958) és una arquitecta, ballarina (la qual cosa ha influït en la seva manera d'entendre i treballar l'espai, el moviment i el cos) i dissenyadora de moda argentina.
Va estudiar arquitectura a la Facultat d'Arquitectura i Urbanisme de la Universitat de Buenos Aires, on es va llicenciar el 1983. La facultat va canviar de nom el 1989 pel de Facultat d'Arquitectura, Disseny i Urbanisme, canvi de nom que li va suposar també una ampliació d'estudis, ja que hi treballava des d'aquell mateix any, primer com a professora i més tard com a catedràtica de disseny d'indumentària.
És coneguda per ser arquitecta per la FADU-UBA, Catedràtica de Disseny d'Indumentària i Directora de la carrera de Disseny d'Indumentària i Tèxtil a la FADU (entre 2010-2014). És autora del llibre El cuerpo diseñado (2004), en el qual tracta la indumentària com un element que concerneix, modela i regula les maneres de la sociabilitat, la vida quotidiana, la intimitat i les relacions entre els sexes. També va treballar com a coordinadora del taller de vestuari de la IX Biennal d'Art de l'Havana el 2006.
L'any 1998 va ser responsable de la creació de la primera Tecnicatura en producció d'indumentària depenent de la Secretaria d'educació del govern de la ciutat de Buenos Aires i de l'engegada i capacitació de l'equip docent de 1998 fins al 2001. També ha format part de la comissió avaluadora del Segell del Bon Disseny del Pla Nacional de Disseny del Ministeri d'Indústria de la Nació.
La seva trajectòria professional al món del disseny és molt àmplia i, sola o en companyia dels seus alumnes, ha organitzat desfilades de moda i ha comissariat exposicions com les que va presentar al Centro Cultural Recoleta (1999), El cuerpo diseñado o Mutaciones (2000).
És docent tant en universitats Argentines com convidada en altres universitats del Brasil, Colòmbia, Xile i Uruguai. D'altra banda, imparteix conferències en trobades de moda i d'educació, tant en països d'Amèrica del Sud com d'Europa (Itàlia i Espanya, entre d'altres).